# Samarjeet Singh
Samarjeet Singh (ur. 11 lipca 1988) – hinduski lekkoatleta specjalizujący się w rzucie oszczepem.
Podczas mistrzostw Azji juniorów w Makau (2006) zajął piąte miejsce. Ósmy oszczepnik igrzysk Wspólnoty Narodów z 2010 roku. W 2013 zdobył brązowy medal mistrzostw Azji.
Rekord życiowy: 76,85 (7 maja 2017, Patiala).

## Osiągnięcia
| Rok  | Impreza                    | Miejsce    | Pozycja    | Wynik |
| ---- | -------------------------- | ---------- | ---------- | ----- |
| 2006 | Mistrzostwa Azji juniorów  | Makau      | 5. miejsce | 64,85 |
| 2010 | Igrzyska Wspólnoty Narodów | Nowe Delhi | 8. miejsce | 68,84 |
| 2013 | Mistrzostwa Azji           | Pune       | 3. miejsce | 75,03 |